# Pryskyřník znožený
Pryskyřník znožený (Ranunculus pedatus) je druh rostliny z čeledi pryskyřníkovité (Ranunculaceae).

## Popis
Jedná se o vytrvalou rostlinu dorůstající nejčastěji výšky 15–30 cm, kořeny jsou hlízovitě vejcovité. Lodyha je přímá, chudě větvená. Listy jsou střídavé, přízemní jsou dlouze řapíkaté, lodyžní až přisedlé. Čepele přízemních listů jsou znoženě 3–5 sečné s čárkovitě kopinatými celokrajnými až dvouklanými úkrojky. Lodyžní listy jsou 1–2, členěné v čárkovité úkrojky. Květy jsou žluté. Kališních lístků je 5, jsou přitisklé ke koruně. Korunní lístky jsou žluté, je jich zpravidla 5. Kvete v dubnu až v květnu. Plodem je nažka, která je křídlatá a na vrcholu je zakončená háčkovitým zobánkem. Nažky jsou uspořádány do souplodí. Počet chromozomů je 2n=16.

## Rozšíření
Pryskyřník znožený je druhem kontinentálního rozšíření, který roste v Panonské oblasti, jihovýchodní a východní Evropě, na východ zasahuje až po Sibiř. V České republice neroste. Na Slovensku roste jen velmi vzácně v Podunajské nížině, dnes už asi jen v poblíž Štúrova. Vyskytuje se především na mírně zasolených nížinných loukách, často ve společenstvech s kostřavou nepravou (Festuca pseudovina).